# Tüdewiin Mjagmardschaw
Tüdewiin Mjagmardschaw (mongolisch Түдэвийн Мягмаржав, englisch Tüdeviin Myagmarjav; * 5. Februar 1945 in Gobi-Altai-Aimag) ist ein ehemaliger mongolischer Sportschütze.
Er nahm an den Olympischen Sommerspielen 1964 in Tokio, 1968 in Mexiko-Stadt, 1972 in München und 1976 in Montreal teil. In all seinen Wettkämpfen mit dem Freiem Gewehr oder der Schnellfeuerpistole kam er nur auf Plätze zwischen 47 und 19. Einen Erfolg erzielte er bei den Asienspielen 1974 in Teheran, wo er eine Bronzemedaille errang.